# Josef Chochola
Josef Chochola (18. srpna 1845 – 5. prosince 1918 Sofie) byl český či slovenský vojenský kapelník, který dlouhodobě žil a tvořil v Bulharsku.

## Životopis

### Mládí
Místo jeho narození je sporné. Narodil se v obci Stará Vestnice v Království českém (pozdější Česká republika), nebo v obci Velká Ves v Horních Uhrách  (pozdější Slovensko) v Rakouském císařství. Vystudoval hru na kontrabas na Soukromé vojenské hudební konzervatoři Jana Pavlise v Praze, poté byl angažován v různých orchestrech. Je známo, že v roce 1878 vedl soukromý orchestr ve francouzském Nice.

### V Bulharsku
Do Bulharska, které po rusko-turecké válce v letech 1877 až 1878 získalo nezávislost na Osmanské říši, přijel v roce 1879, podobně jako řada dalších Čechů. Jakožto vystudovaný hudební odborník zde, s Pavlisovou dopomocí, založil první bulharskou vojenskou dechovou kapelu ve Veliko Tarnovu.
V témže roce se usadil v Sofii, kde byl pozván jako kapelník dechové kapely 1. sofijské pěší divize, tvořené pouze českými hudebníky. V roce 1884 byla divize přeměněna na 1. sofijský pěší pluk . Následující rok se pluk zúčastnil srbsko-bulharské války. Tažení pluku která inspirovalo Chocholu k napsání známé orchestrální skladby Bitva o Gurguljat.
Chochola působil v plukovním orchestru až do roku 1892, kdy založil Orchestr stráže, považovaný za vůbec nejlepší dechový orchestr tehdejšího Bulharska. V roce 1904 odešel do důchodu.

### Úmrtí
Zemřel 5. prosince 1918 v Sofii ve věku 73 let.